# Oración de consagración al Sagrado Corazón de Jesús

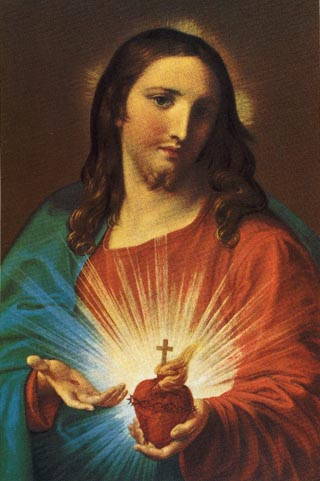
Pintura "Sagrado corazon de Jesus"

La Oración de consagración al Sagrado Corazón de Jesús es una oración católica compuesta por el Papa León XIII, publicada en el Acta Apostolicae Sedis a continuación de su encíclica de 1899 Annum Sacrum.  En ella indicaba que esta consagración se hiciese en la iglesia principal de todas las poblaciones, el 11 de junio de 1900, consagrando el mundo entero al Sagrado Corazón de Jesús.
En la consagración influyeron dos cartas escritas al papa por la hermana María del Divino Corazón Droste zu Vischering que afirmaba que en las visiones de Jesucristo le habían dicho que pidiera la consagración.
Esta oración fue posteriormente actualizada por el Papa Pío XI.

## Palabras de la oración
Dulcísimo Jesús, Redentor del género humano, miradnos humildemente postrados delante de vuestro altar: vuestros somos y vuestros queremos ser: y a fin de poder vivir más estrechamente unidos con Vos, todos y cada uno espontáneamente nos consagramos en este día a vuestro Sacratísimo Corazón.
Muchos, por desgracia, jamás os han conocido: muchos, despreciando vuestros mandamientos, os han desechado. Oh Jesús benignísimo, compadeceos de los unos y de los otros, y atraedlos a todos a vuestro Corazón Santísimo.

Oh Señor, sed Rey, no solo de los hijos fieles que jamás se han alejado de Vos, sino también de los pródigos que os han abandonado; haced que vuelvan pronto a la casa paterna, porque no perezcan de hambre y de miseria. Sed Rey de aquellos que, por seducción del error o por espíritu de discordia, viven separados de Vos: devolvedlos al puerto de la verdad y a la unidad de la fe, para que en breve se forme un solo rebaño bajo un solo Pastor. Sed Rey de los que permanecen todavía envueltos en las tinieblas de la idolatría o del Islamismo; dignaos atraerlos a todos a la luz de vuestro reino. Mirad finalmente con ojos de misericordia a los hijos de aquel pueblo que en otro tiempo fué vuestro predilecto; descienda también sobre ellos, bautismo de redención y de vida, la Sangre que un día contra sí reclamaron. Conceded oh Señor, incolumidad y libertad segura a vuestra Iglesia; otorgad a todos los pueblos la tranquilidad en el orden; haced que del uno al otro confín de la tierra no resuene sino esta voz: Alabado sea el Corazón divino, causa de nuestra salud; a Él se entonen cánticos de honor y de gloria por los siglos de los siglos. Así sea.